# Mohcine Belabbas
Mohcine Belabbas (kabyle : Muḥsin Belɛebbas), né le 15 septembre 1970 à Bouzeguène en Algérie, est un homme politique algérien président du Rassemblement pour la culture et la démocratie (RCD), du 10 mars 2012 à juin 2022.

## Syndicalisme
Il a été élu président du Syndicat algérien des étudiants démocrates (SAED) au cours des assises nationales des étudiants tenues le 16 janvier 1996 à la salle El Mouggar à Alger.

## Homme politique
Mohcine Belabbas a été élu député RCD d'Alger à l'Assemblée populaire nationale pour la deuxième fois en mai 2017 après son premier mandat de 2007 à 2012 et président de la commission parlementaire culture, communication et tourisme de 2007 à 2008 à l'assemblée nationale. Il a occupé plusieurs postes de responsabilités au sein du RCD dont la présidence du Bureau régional de la capitale de 2000 à 2003, le secrétariat national à la jeunesse de 2003 à 2004, le secrétariat national à l'organique en 2005, le secrétariat national à la communication de 2006 à 2010, le secrétariat national à la coordination en 2011 ; il est élu président du RCD le 10 mars 2012.
Il ne se représente pas à la présidence du RCD en 2022, laissant la place à Atmane Mazouz.

### Hirak
En 2019 et 2020, lors du Hirak, Belabbas participe aux manifestations de rue. Le 12 juillet 2019 à Alger, il libère un manifestant qui vient d'être interpellé par la police, « l'arrachant ... des mains des policiers ». D'autres manifestants l'aident dans la démarche. Le 10 janvier 2020, lors d'une présence policière intensifiée dans les rues d'Alger pour contraindre les manifestations du Hirak, Belabbas « mène la coulée humaine » brisant une « digue » de policiers à la rue Didouche. Des jeunes le portent sur leurs épaules.
Le 11 janvier 2020, lors d'une réunion du RCD, il décrit le gouvernement du président Abdelmadjid Tebboune comme « ravalement de façade [sans] rupture avec le système politique en place » et le statut présidentiel de Tebboune comme illégitime.
À la demande du ministère de l'intérieur, son immunité parlementaire est levée en décembre 2020.
Le 9 janvier 2022, Mohcine Belabbas reçoit une convocation pour une audition devant le juge d'instruction près le Tribunal d'Hussein-Dey. Le 10 janvier 2022, le RCD annonce que son président, Mohcine Belabbas, est placé sous contrôle judiciaire par le juge d'instruction.